# Hatzte
Hatzte ist ein Ortsteil der Gemeinde Elsdorf in der Samtgemeinde Zeven im niedersächsischen Landkreis Rotenburg (Wümme). Der Ort liegt an der Kreisstraße K 142 östlich des Kernortes Elsdorf. Am südlichen Ortsrand verläuft die A 1.
Hatzte wurde am 1. März 1974 nach Elsdorf eingemeindet.
In Hatzte gibt es diese Vereine: Hatzter Sportverein e.V., Schützenverein Hatzte-Ehestorf e. V., Freiwillige Feuerwehr Hatzte-Ehestorf, Fachwark Frün`n Hatzte e. V., Dorfgemeinschaft Ehestorf Hatzte e. V.